# Glenkinchie
Glenkinchie est l'une des trois dernières distilleries de whisky en activité des Lowlands (avec Auchentoshan et Bladnoch). Elle se situe à Pencaitland, au sud d'Édimbourg.

## Historique
C'est dans la vallée, Glen en gaélique, de la rivière Kinchie, à une vingtaine de kilomètres d’Édimbourg, que l'on trouve cette distillerie.
Cette distillerie fondée dans les années 1820, appartenant actuellement au groupe Diageo, est aujourd'hui la seule en Écosse à être dirigée par une femme.
Elle est pourvue des plus gros alambics en activité (1 wash still de 36 000 l et un spirit still de 18 000 l).
Glenkinchie produit pour les assembleurs (ex : Johnnie Walker) et en son nom propre (Glenkinchie single malt).
Le single malt 10 ans fait partie de la gamme des Classic malts depuis 1988.

## Caractéristiques du Glenkinchie
- Terroir : Lowlands
- Distillerie : Glenkinchie
- Âge : 10 ans, 12 ans
- Particularité : l'une des deux dernières distillerie des Lowlands
- Notes : malt, fleurs, pain grillé, vanille
- Corps : doux et soyeux